# Pomník Rudolfa Hackera (Nový Hradec Králové)
Pomník Rudolfa Hackera na Novém Hradci Králové je kamenný pomník, který byl odhalen v roce 1930 na Pouchově na památku lesníka Rudolfa Hackera. Později byl přemístěn k retenční nádrži Cesta myslivců v novohradeckých lesích.

## Popis pomníku
Ve skutečnosti nejde o pomník, ale jen o jeho podstavec. Na vysokém odstupňovaném hranolu nalezneme dole reliéf trojice lesních dělníků s Hackerovým školkovacím strojem a nahoře nápis: „Lesmistr Rudolf Hacker založil tyto lesní školky 1903“. Na vrcholu hranolu jsou dva otvory, do kterých byla ukotvena bronzová plaketa Rudolfa Hackera od Josefa Škody, jež se nedochovala.

## Historie
Pomník vznikl ve Škodově ateliéru na Slezském Předměstí a původně stál od roku 1930 na Novém Pouchově přímo ve školkách. Po znárodnění školek Robertu a Miladě Rakušanovým v roce 1950 byl přemístěn do zahrady bývalé Hackerovy vily v Pouchovské ulici. Roku 1970 musel být po tzv. „odkoupení“ vily ministerstvem vnitra odstraněn a převezen na pouchovský hřbitov. O jeho vyčištění, osazení na novou betonovou desku a důstojné umístění u retenční nádrže Cesta myslivců se v roce 2005 postarali potomci Rudolfa Hackera ve spolupráci se společností Městské lesy Hradec Králové.